# Joseph-Armand Bombardier
Joseph-Armand Bombardier (Valcourt, 16 aprile 1907 – Sherbrooke, 18 febbraio 1964) è stato un inventore e imprenditore canadese, fondatore dell'omonima azienda e inventore del gatto delle nevi e della motoslitta.

## Biografia
Joseph-Armand Bombardier nato a Valcourt (Québec), praticò la meccanica da età precoce. Aprì la sua officina a 19 anni, dove riparava automobili e vendeva carburante in periodo estivo.
Durante l'inverno, lavorò allo sviluppo di un veicolo che potesse viaggiare sulla neve. All'epoca nel Quebec le strade secondarie non venivano pulite dalla neve. L'idea di un veicolo per viaggiare sulla neve venne a Bombardier quando il figlio malato morì non potendo raggiungere il più vicino ospedale.
Il primo B7 (B per Bombardier e 7 per il numero di passeggeri) tipo gatto delle nevi fu venduto nell'inverno 1936-'37 e ben ricevuto. Un nuovo stabilimento in grado di produrre più di 200 veicoli fu costruito nel 1940. Un nuovo modello a 12 posti, il Bombardier B-12, fu disponibile nel 1941, ma la domanda cessò all'entrata del Canada nella seconda guerra mondiale. Bombardier offrì la sua esperienza al Governo canadese e produsse per gli Alleati.
Dopo la guerra il business calò in quanto in Quebec iniziarono a pulire le strade dalla neve nel 1948. Bombardier decise così di costruire veicoli più piccoli e durante gli anni '50 nacque la prima motoslitta singola. Le 200 motoslitte furono vendute dal lancio del 1959, ma alla morte di Bombardier, nel 1964, i numeri salirono a 8 200.

## Onorificenze
Nel 2004, l'Autoroute 55 in Quebec fu rinominata autoroute Joseph-Armand-Bombardier tra Stanstead e l'Autoroute 20 (autoroute Jean-Lesage) vicino Drummondville. Il ghiacciaio Bombardier, nella Terra di Graham, in Antartide, è a lui dedicato.
Ne 2000, Joseph-Armand Bombardier venne onorato su un francobollo canadese.
È membro del Canadian Science and Engineering Hall of Fame.